# ادوارد کری (تنیس‌باز)
ادوارد کری (انگلیسی: Edward Corrie؛ زاده ۲۱ فوریهٔ ۱۹۸۸) یک تنیس‌باز بازنشسته اهل بریتانیا است.